# Gerro de flors
Gerro de flors és una pintura a l'oli realitzada l'any 1910 per l'artista gal·lesa Gwen John (1876-1939). El 1957 la Societat d'Art Contemporani de Gal·les (CASW) en feu donació a la Biblioteca Nacional de Gal·les (Aberystwyth). L'abril de 2016, la pintura Gerro de flors va ser seleccionada com una de les deu més grans obres artístiques de Gal·les pel projecte Europeana.
El tema de la pintura és un gerro de flors de color rosa i blanc col·locat damunt una taula de fusta, amb alguns pètals blancs caiguts la taula. També pot veure's una jaqueta de color rosa plegada en una altra taula en el pla del fons de l'obra. És una pintura a l'oli utilitzant la tècnica d'empastat sec. El quadre va ser pintat probablement a casa de l'autora, a començaments del segle xx. Una obra similar de Gwen John es troba en la Manchester Art Gallery.
Mary Taubman, biògrafa de Gwen John, va descriure la pintura com «una imatge conceptual clàssica fent l'efecte de ser un desenvolupament considerat i reflexiu de l'original».